# فلیکس سوبولف
فلیکس سوبولف (انگلیسی: Felix Sobolev; ۲۵ ژوئیهٔ ۱۹۳۱ – ۲۰ آوریل ۱۹۸۴) فیلم‌ساز اهل اتحاد جماهیر شوروی سوسیالیستی بود. وی بین سال‌های ۱۹۶۰ تا ۱۹۸۴ میلادی فعالیت می‌کرد. وی بیش‌تر برای ساخت فیلم‌های مستند در زمینهٔ تاریخی و اجتماعی شناخته شده‌است. فلیکس سوبولف در سن ۵۲ سالگی در تاریخ ۲۰ آوریل ۱۹۸۴ در موسکو درگذشت.
وی همچنین برندهٔ جوایزی همچون جایزه دولتی اتحاد شوروی شده‌است.